# Bombino Nero

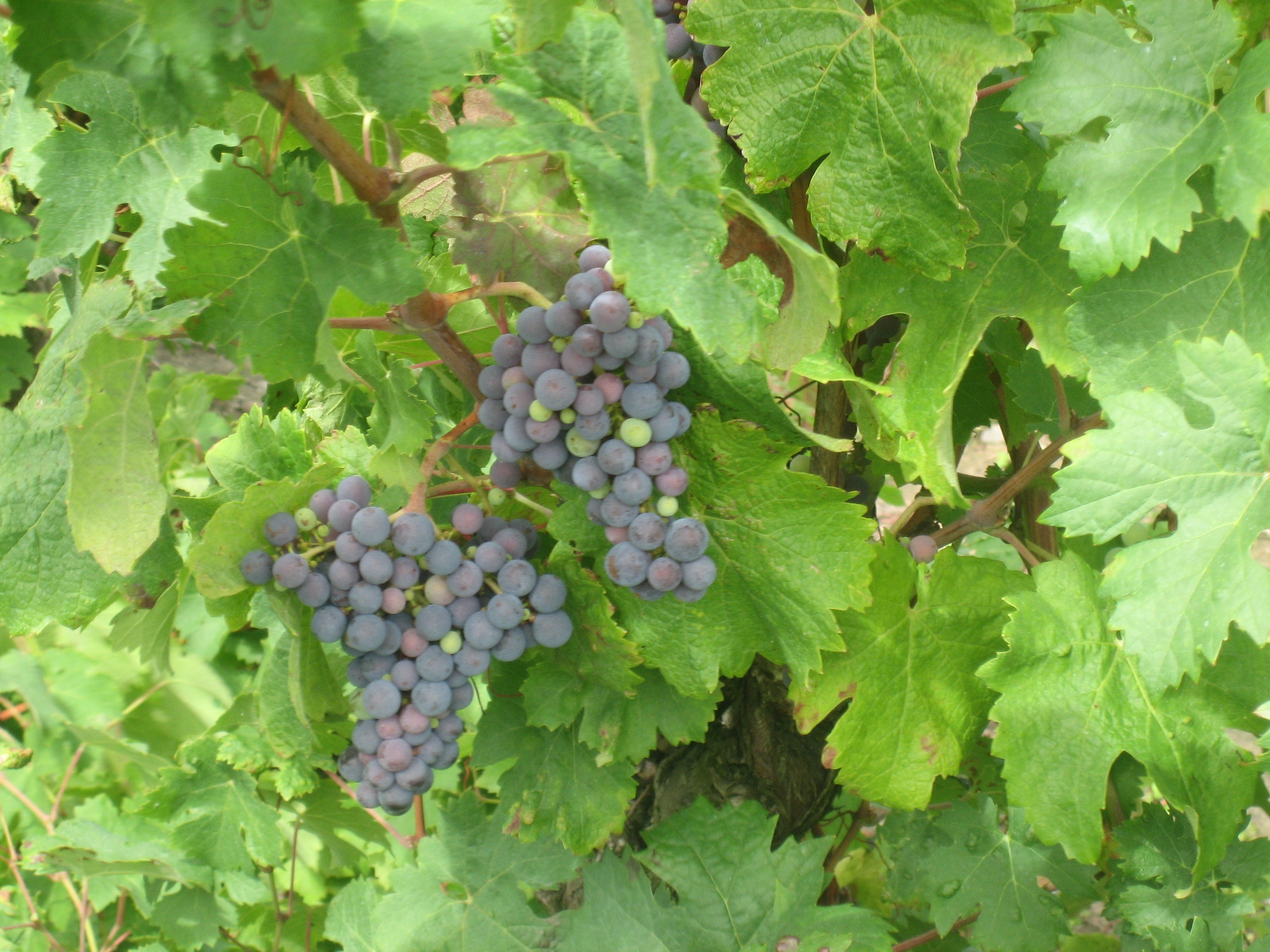
blauw druivenras

De Bombino Nero is een Italiaanse blauwe druivensoort, die vooral in het zuiden van het land voorkomt.

## Geschiedenis
Dit ras komt uit het zuiden van Italië en wel uit de regio Puglia. Het is zeker niet zo dat dit de blauwe versie is van de Bombino Bianco, maar beiden zijn natuurlijk wel verwant aan elkaar. Dat heeft DNA-onderzoek inmiddels al uitgewezen. Verdere tests zijn nog nodig om ook aan te tonen of dit ras een kruising is van twee andere soorten, dan wel het in het wild is ontstaan.   

## Kenmerken
De druif is een sterke groeier, die pas laat in het seizoen tot volle rijpheid komt. De anthocyanen, die de kleur van de druif bepalen, zijn rijkelijk aanwezig. Desondanks wordt van deze druif vooral roséwijnen gemaakt. Bij de afdronk komen tonen van rood fruit duidelijk naar boven.

## Gebieden
Verbouwd voor een groot gedeelte in de regio Puglia, maar ook in Lazio en Basilicata en zelfs op het eiland Sardinië. Totaal is de oppervlakte voor deze toch redelijk onbekende druif nog altijd zo'n 1200 hectare in 2012.

## Synoniemen[1]
- Bambino
- Buonvino
- Buonvino Nero
- Calatamuro Nero
- Cola Tamburo Nero